# لشکرکشی فرانسه به مصر و سوریه

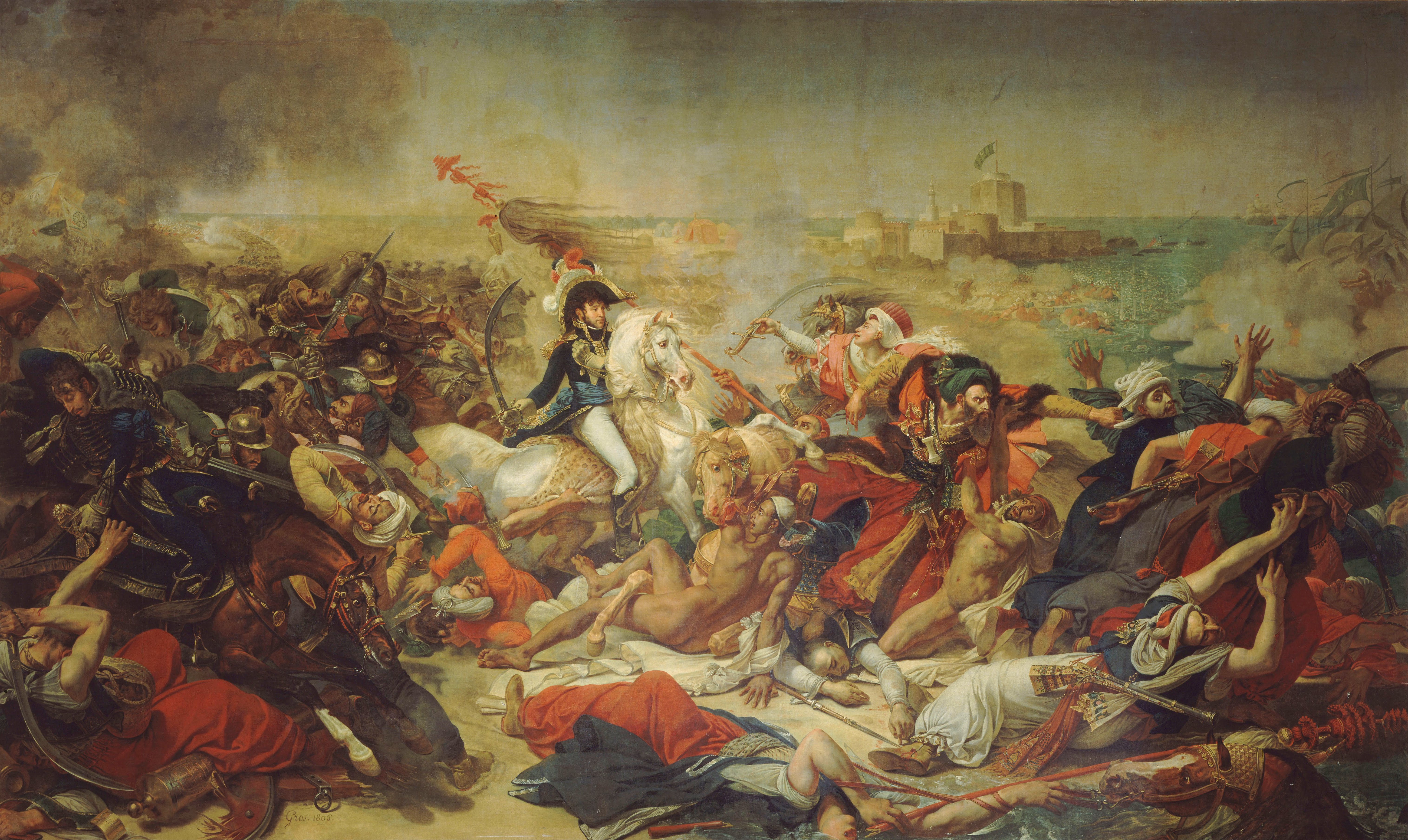
نبرد ابوقیر، ۲۵ ژوئیه ۱۷۹۹ م.، نام اثری است که توسط آنتوان-ژان گروس، نقاش برجستهٔ فرانسوی خلق شد. نبرد ابوقیر (en) یکی از نبردهای مهم مرتبط با لشکرکشی فرانسه به مصر و سوریه بود که طی آن ناپلئون بناپارت، امپراتور فرانسه توانست در ۲۵ ژوئیه ۱۷۹۹ میلادی، ارتش عثمانی و ارتش مملوک‌ها به فرماندهی مصطفی پاشا را شکست سنگینی دهد و راه برای تصرف قاهره را هم‌وار کند.

فتح مصر و سوریه توسط فرانسه (انگلیسی: French campaign in Egypt and Syria)، به جنگ‌هایی گفته می‌شود که در سال ۱۷۹۸ به رهبری ناپلئون بناپارت در مصر و سوریه که تحت حامیت امپراتوری عثمانی بودند با هدف دفاع از منافع تجاری فرانسه، راه‌اندازی پروژه‌های علمی در منطقه و کمک نظامی به تیپو سلطان برای بیرون راندن بریتانیا از شبه قاره هند آغاز شد.
ناپلئون بناپارت در حین لشکرکشی فرانسه به مصر و سوریه در سال ۱۷۹۹ با کانال سوئز باستان روبرو شد. فعالیت‌های هیئت اعزامی همچنین منجر به کشف سنگ روزتا و پایه‌گذاری شاخه مصرشناسی گردید.
این لشکرکشی پس از پیروزی‌های اولیه در نهایت و به ویژه پس از شکست خوردن قوای پشتیبانی دریایی فرانسه در نبرد نیل با شکست ناپلئون و عقب‌نشینی فرانسه از منطقه در سال ۱۸۰۱ به پایان رسید.

## آماده‌سازی و عزیمت

### طرح پیشنهادی
در زمان لشکرکشی، دیرکتوار قدرت را در فرانسه بدست گرفته بود و برای حفظ امنیت در برابر تهدیدات سلطنت خواهان و ژاکوبن‌ها به ارتش و به‌ویژه به ژنرال ناپلئون بناپارت که در لشکرکشی به ایتالیا نیز شرکت داشت متوسل می‌شد.
در سال ۱۷۷۷ فرانسوا دی توت سفری به مشرق داشت تا ایده استعمار مصر توسط فرانسه را بررسی کند. این ایده از همان زمان مورد بحث قرار گرفت، اما علی‌رغم مثبت بودن نتایج گزارش دی توت هیچ اقدامی در این زمینه انجام نشد. پیشنهاد راه‌اندازی یک هیئت اعزامی به مصر برای تصرف آن در سال ۱۷۸۹ توسط بناپارت مطرح شد. در نامه ای به دیرکتوار او هدف این مأموریت را دفاع از منافع تجاری فرانسه و تضعیف تجارت و دسترسی بریتانیا به هندوستان و هند شرقی بیان کرد. او می‌خواست تا با این کار حضور فرانسه را در منطقه پر رنگ کرده و پیوند نظامی ای میان قوای فرانسه و متحدش تیپو سلطان ایجاد کند.
در آن زمان مصر ضمیمه خاک امپراتوری عثمانی بود، اما از کنترل مستقیم عثمانی خارج شده و حکام مملوک آن نیز دچار اختلاف و چند دستگی شده بودند. در همان زمان در فرانسه روشنفکران مصر را مهد تمدن غرب می‌خواندند و مایل به فتح آن بودند. بازرگانان فرانسوی فعال در رود نیل نیز از آزار و اذیت مملوک‌ها شاکی بودند و بناپارت می‌خواست پا جای پای اسکندر مقدونی بگذارد. او به دیرکتوار اطمینان داد که پس از فتح مصر با شاهزادگان هندی متحد می‌شود و به کمک آنها به ممالک بریتانیا در هندوستان حمله می‌کند. دیرکتوار نیز با این طرح موافقت کرد، چرا که علی‌رغم تمام هزینه‌هایش، موجب فاصله گرفتن ناپلئون از مرکز قدرت می‌شد.